# Kouros di Tenea
Il Kouros di Tenea, conosciuto anche come Apollo di Tenea, è una statua in marmo pario alta 153 cm e databile al 560-550 a.C. circa. È conservata nella Gliptoteca di Monaco di Baviera.
Rinvenuto nel 1846 a Tenea, località vicina a Corinto, non fu subito chiaro né quale fosse la sua funzione né chi rappresentasse: se in passato era identificata con Apollo, oggi si crede che raffigurasse un uomo defunto, dato che il contesto archeologico era quello di una necropoli.

## Descrizione e stile
L’opera presenta diversi elementi tipici della statuaria di VI secolo a.C.: la posizione è rigida e frontale, il peso è diviso ugualmente su entrambi i piedi, di cui il sinistro è di poco avanzato, e compare il sorriso arcaico che deve dare un senso di profondità al volto. Rispetto a precedenti sculture di scuola peloponnesiaca, come Kleobis e Biton, il kouros di Tenea dimostra una chiara influenza di origine insulare ed ateniese per quanto riguarda la rotondità dei volumi e la concezione più organica del corpo.